# Блазице
Блазице (чеш. Blazice) је насељено мјесто са административним статусом сеоске општине (чеш. obec) у округу Кромјержиж, у Злинском крају, Чешка Република.

## Становништво
Према подацима о броју становника из 2014. године насеље је имало 202 становника.